# Letteratura francese del XXI secolo
La letteratura francese del XXI secolo è oramai diventata la letteratura, in lingua francese, pubblicata in Francia e nel mondo dal 2001 ad oggi.
Si tratta di una letteratura "in movimento”, e non è sempre possibile definire correnti o movimenti letterari al suo interno: la letteratura di questo periodo si configura come "costellazione" di esperienze letterarie e di produzioni artistiche diverse. Si possono, più correttamente, individuare alcune tendenze.
Essa si distingue soprattutto per il suo carattere fluido, per cui l'identificazione di specifici ambiti tematici, per quanto sia utile a "fotografarne" una fase, resta precaria e parziale, dati i materiali multiformi che compongono questo corpus di testi. La difficoltà e la sfida, per i critici, nel misurare il valore letterario di questa produzione, è dovuta anche alla ridotta "distanza" dall'oggetto artistico.

## Contesto
L'inizio del XXI secolo è segnato da un evento traumatico: l'attacco alle Twin Towers dell'11 settembre 2001. Questa impensabile strage accentua il senso di precarietà che già si era manifestata in anticipo alla fine del secolo precedente, manifestandosi anche in letteratura.
Nel settore scientifico, l'affermazione capillare di Internet come mezzo economico di diffusione di informazioni (in particolare, tramite i blog e le pagine personali dei social network: Myspace, Livespace, YouTube...) e l'uso del telefono cellulare modificano il modus vivendi. L'ipertestualità di Internet spinge verso una fruizione "per salti" del testo.
Nella musica si affermano generi ripetitivi e ossessivi nati alla fine del secolo precedente, come la rave music e la techno, oltre al fenomeno garage e alle produzioni da discoteca. In particolare, il rap e l'hip hop, con i loro ritmi sincopati e spezzettati, con testi pieni di gergo e di abbreviazioni, condizionano i comportamenti e anche la letteratura.
Il cinema, influenzato da videoclip musicali trasmessi in TV, privilegia un montaggio "sfrenato" e un ritmo spezzato, con rapidi cambi di inquadrature, che sbriciolano la realtà mostrandola da molteplici angolazioni.

## Tendenze
Nella letteratura francese del XXI secolo si è spesso identificata un'estetica del frammento, rappresentata dalla metafora del mosaico: la narrazione diviene "scheggia", con un uso frequente della successione di frasi brevi; il ritmo diventa simile a uno "zapping" televisivo, cosicché le "tessere" di questa realtà mutano rapidamente e in continuazione.
In questa letteratura, la parcellizzazione della conoscenza si esplicita anche in un ricorso ad un flusso verbale caotico, nonché al monologo interiore, ai tropismi, alle ripetizioni e all'endofasia. La sensazione di "ingabbiamento" provata dallo scrittore lo porta a scardinare la nozione di romanzo, la sua stessa forma, e a preferire, talvolta, la categoria più generica di récit. Si registra un ritorno spettacolare al reale. La scrittura diviene "documentaria": non riuscendo più a perseguire l'obiettivo di rappresentare, essa tenta allora di presentare la realtà.
Il soggetto viene "messo in scena", dando luogo a un variegato fenomeno di rappresentazioni dell'io, e mostrato in uno stato permanente di crisi. Si assiste a un ritorno al quotidiano, alla banalità delle abitudini e l'attenzione si sposta sugli "esclusi della letteratura". L'uso della quotidianità sfocia anche in un nuovo "minimalismo", le cui sfaccettature si manifestano in molte maniere: nella ovvietà dell'argomento, nella forma narrativa breve, nella struttura asciutta e spoglia della frase. Se da un lato si ha un'eroicizzazione del personaggio (che cerca di costruirsi un percorso individuale, affrontando una realtà ormai priva di senso, per cui l'emarginato o il marginale appare attraverso la costruzione della propria storia), dall'altra si assiste anche a un "minimalismo negativo": il personaggio ristagna nella difficoltà in cui si trova.
In altri momenti, e quasi in reazione alla brevità di molte opere, si impone invece una forma “fiume” ed “elefantiaca” del romanzo, che si manifesta con volumi poderosi che superano di molto le 300 pagine, rinnovando forme letterarie più canoniche, siano essi romanzi storici o di anticipazione.

### Romanzo
Il romanzo, di per sé in continua trasformazione, prova vari percorsi e viene messo in crisi. Una delle modalità più diffuse è l'autofiction, esperienza già avviata alla fine del secolo precedente, la quale mette in discussione i confini tra personaggio letterario e autore, tra finzione letteraria e narrazione di eventi reali e personali. Il testo, anche quando si propone come opera unitaria, spesso si configura come composta da unità più brevi, fruibili indipendentemente l'una dall'altra. Un rinvio indiretto è al blog, diario personale fatto di testi (post) che, pur conservando la dimensione di una scrittura in evoluzione, sono fruibili singolarmente senza richiedere la lettura dell'intero materiale.
Inoltre, poiché la letteratura ha accresciuto la propria interazione con altre arti, accogliendo in sé esiti estetici differenti, il testo mette in discussione la propria natura e le proprie potenzialità. Il ricorso alla multimedialità, che caratterizza altri ambiti (in particolare, quello della navigazione in Rete), influenza la scrittura e porta alla sua spettacolarizzazione: il testo trasforma le situazioni, i personaggi, le ambientazioni, in oggetti di rapida fruizione, privilegiando e facendo emergere il lato "visivo".

## Critica
Sono attivi alcuni centri di studio sulla produzione letteraria francese dei nostri giorni. In Italia, a Bari, opera da circa quindici anni il GREC (Groupe de Recherche sur l'Extrême contemporain), il centro più organizzato e numeroso; a Genova svolge la sua attività l'ARGEC (Atelier de recherches génois sur l'écriture contemporaine); a Roma è presente il LARC (Laboratorio di ricerche sul contemporaneo). In diverse Università italiane, come Cassino, sono presenti studiosi che si occupano di questa disciplina. In Francia, studiosi di valore sono presenti a Parigi, Tolosa, Rennes, Lilla, Saint-Étienne.